# Jim Warren

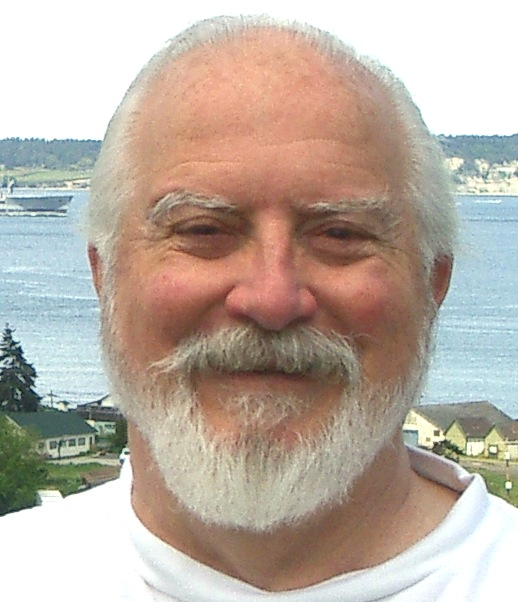
Jim Warren, 2010

Jim Warren (* 20. Juli 1936 in Oakland, Kalifornien; † 24. November 2021 in Silverdale, Washington) war ein amerikanischer Mathematiker und Informatikpädagoge, Computerspezialist, Unternehmer, Redakteur, Herausgeber und Aktivist.

## Frühe Karriere
Von 1957 bis 1967 war Warren Mathematiklehrer auf Sekundarschulniveau und Professor auf College- und Universitätsniveau, wobei seine letzte akademische Vollzeitstelle der Vorsitzende der mathematischen Abteilung an der Universität Notre Dame de Namur, Belmont, eine kleine Hochschule für freie Künste in Belmont, Kalifornien. Später unterrichtete er Computerkurse an der Stanford University, der San José State University und der San Francisco State University.
Er hatte seinen ersten Vollzeit-Lehrvertrag mit einem Jahresgehalt von 2.987 $, als er 20 Jahre alt war und nur drei Jahre College abgeschlossen hatte. Im folgenden Jahrzehnt war er auch ein Gastdozent der National Science Foundation, war der Gründer und Direktor des Summer Mathematics Institutes an der Our Lady of the Lake University in San Antonio, Texas und erwarb nationale Anerkennung für innovative wöchentliche Bereicherungsprogramme, die er für Sekundarschüler erstellte, und für berufsbegleitende Programme für Grund- und Sekundarschullehrer, alles kostenlos, als Vorsitzender des Alamo District [South Texas] Council of Teachers of Mathematics (1960–1962).

## Computer
Von 1968 bis Mitte der 1970er Jahre arbeitete Warren als freiberuflicher Minicomputer-Programmierer und Computerberater, der unter dem Namen Frelan Associates (für „freies Land“) operierte und Echtzeit-Datenerfassung und -verarbeitung auf Assembler-Ebene entwickelte.
1977 war Warren Mitbegründer der West Coast Computer Faire, die ein halbes Dutzend Jahre lang die größte öffentliche Mikrocomputermesse der Welt war. Er war ihr selbsternannter „Faire Chaircreature“ und organisierte acht Kongresse.

Um für die Computermessen zu werben und Neuigkeiten und Klatsch über die damals noch junge Mikrocomputerindustrie zu verbreiten, gründete und gab er die erste kostenlose Boulevardzeitung über Mikrocomputer heraus, die unregelmäßig erscheinende Silicon Gulch Gazette (SGG ), veröffentlicht von Ausgabe Nr. 0 im Februar 1977 bis Ausgabe Nr. 43 im Januar 1986, mit einer Ausgabe namens "Business Systems Journal".

Ab 1978 schuf und veröffentlichte Warren das Intelligent Machines Journal (IMJ), die erste abonnierte Nachrichtenzeitschrift über Mikrocomputer, als Boulevardzeitung veröffentlicht, mit Tom Williams als Gründungsredakteur. Warren verkaufte „IMJ“ Ende 1979 an Patrick McGovern, den Gründer der International Data Group und zahlreicher Computerzeitschriften weltweit, darunter insbesondere „Computerwelt“. McGovern benannte „IMJ“ in „InfoWorld“ um, als seine erste Mikrocomputer-Zeitschrift.
Warren gründete und veröffentlichte auch das kurzlebige „DataCast“-Magazin, herausgegeben von Tony Bove und Cheryl Rhodes, das sich auf ausführliche Tutorials zu bestimmten Mikrocomputerprogrammen konzentrierte.
Von 1990 bis 1995 war er Vorstandsmitglied von Autodesk, Inc., einem der bekanntesten Herausgeber von Computer-Aided Design (CAD)-Programmen für Mikrocomputer, mit AutoCAD as sein Flaggschiffprodukt. Damals war es einer der größten Herausgeber von Mikrocomputersoftware mit einer Marktkapitalisierung von manchmal fast einer Milliarde Dollar. Seine Amtszeit dort beinhaltete die Präsentation der Position von Autodesk gegen Softwarepatente.

## Politische Karriere
1985 wurde Warren landesweit in einem Landkreis mit 700.000 Einwohnern für 1986–1989 in das Kuratorium des Drei-Colleges San Mateo County Community College District gewählt.

## Bildung
Warren hatte einen MS in Computer Engineering von Stanford (1977), einen MS in Medical Information Science von der University of California, San Francisco, Medical Center (1974), einen MA in Mathematik und Statistik von der University of Texas at Austin (1964) und einen BA in Mathematik und IA (1959) von der damaligen Southwest Texas State Teachers College in San Marcos, Texas.

## Auszeichnungen
- Erster Gewinner des Pionierpreises der Electronic Frontier Foundation (1992)
- Der Hugh M. Hefner First Amendment Award der Playboy Foundation (1994)
- Der James Madison Freedom-of-Information Award der Society of Professional Journalists, Nordkalifornien (1994)
- Der John Dvorak-Preis für sein Lebenswerk (1995)